# Francesco Datini
Francesco di Marco Datini (Prato, 1335 - Prato, 16 de agosto de 1410) fue un comerciante, banquero, productor de telas y especulador italiano, a menudo llamado el Mercader de Prato. Su importancia está ligada al rico archivo de cartas y registros comerciales que dejó, encontrado en el siglo XIX en una sala secreta de su palacio, el palacio Datini, y que ahora permite analizar a fondo la vida y los negocios de un comerciante que operaba en la segunda mitad del siglo XIV. A Francesco Datini también se le atribuye la invención de las empresas societarias y en su correspondencia aparece el signo @, comúnmente llamado arroba.
Debido al gran número de letras de cambio presentes en este archivo, se le considera generalmente el inventor del cheque; según algunos estudiosos del período histórico en el que vivió, sería más correcto reconocerle un uso amplio, único para el período y por lo tanto moderno, de la letra de cambio, en lugar de atribuirle la invención real. La empresa que fundó y amplió durante décadas, operaba principalmente en el Mediterráneo occidental, pero también en Inglaterra, Flandes y Crimea, y dirigía otras muchas empresas en una especie de holding moderno (probablemente, la primera conocida). 
Datini fue descrito por Johannes Fried (2009) como "quizás el comerciante medieval más famoso".
El padre de Francesco, Marco Datini, era un modesto mesonero que cayó víctima de la peste en 1348, junto con su mujer Vermiglia y dos hijos. Francesco y su hermano Stefano, los únicos supervivientes de la familia, fueron acogidos por una buena mujer, Piera Boschetti, que los crio; la correspondencia parece apuntar a que mantuvieron buena relación. Aproximadamente un año después de la muerte de su padre, Francesco se puso a trabajar como aprendiz con dos comerciantes en Florencia, donde aprendió los rudimentos del oficio. Supo comprender las posibilidades que Aviñón, entonces sede del Papado, ofrecía a personas ambiciosas y hábiles en los negocios, así que al poco tiempo, a los quince años, se trasladó a la ciudad provenzal. No se sabe de dónde provino el capital con el que empezó; tal vez proviniera de la venta de una finca heredada de su padre (porque sí se sabe que en 1358, cuando ya hacía dinero, consiguió que su albacea le confiara la parte de la herencia de su hermano Stefano, quien acabó yendo con él a Aviñón en 1363), tal vez préstamos. Hay poca información sobre los primeros años; es seguro que vendía, entre otras cosas, armas y armaduras, un lucrativo negocio en el contexto del Aviñón de aquellos años. De ahí saltó a bienes de lujo a los cardenales en la corte papal. Se sabe que en 1361 estaba asociado con otros toscanos (Toro di Berto y Niccolò di Bernardo), pero en 1373 fundó su propia empresa y comenzó a hacer gran fortuna; en 1376 se casó con Margherita di Domenico di Donato Bandini, una florentina muy joven cuyo padre había sido ajusticiado: él tenía cuarenta y un años y ella, dieciséis.
La sede del Papado regresó a Roma en 1378, y a finales de 1382 Datini decidió volver a su patria. Datini centraba sus operaciones en Francia, el Mediterráneo occidental y Flandes; mantuvo sus operaciones en Aviñón e instaló fábricas en Pisa y, luego, en Prato, Génova, Barcelona, Valencia, Mallorca, ocupándose principalmente de la producción y el comercio textil. La dirección general de todo el sistema estaba en Florencia, donde en 1398 fundó la Compagnia del Banco, quizás el primer ejemplo de empresa bancaria autónoma.
En Prato comenzó la construcción de un palacio y posteriormente se construyó una residencia extraurbana, la Villa del Palco. En los años siguientes también ocupó cargos públicos en su ciudad natal (consejero y luego confaloniero de justicia), aunque Datini continuó personalmente ligado a sus operaciones empresariales. Su hospitalaria residencia en Prato recibió ilustres visitas a lo largo de los años, como Francesco Gonzaga; Leonardo Dandolo, embajador de Venecia; y el rey Luis II de Anjou, de paso por Prato, quien le concedió el lirio de Francia en su escudo de armas.
Francesco Datini murió, sin hijos legítimos, el 16 de agosto de 1410, y dejó todas sus posesiones a los pobres, estableciendo el "Ceppo dei Poveri" con este fin. Fue enterrado en la iglesia de San Francesco in Prato, bajo una lápida aún existente, obra del escultor florentino Niccolò di Pietro Lamberti.

### Su legado filantrópico
Francesco Datini hizo un primer testamento el 27 de junio de 1410, dejando el caudal a partes iguales a la Obra del Tocón de Prato (Ceppo Vecchio) y al Hospital de Santa Maria Nuova de Florencia. Sin embargo, el 31 de julio modificó su testamento, destinando la práctica totalidad de sus bienes a una fundación que debía constituirse bajo el nombre Ceppo dei Poveri di Francesco di Marco, a cargo del Ayuntamiento de Prato y, explícitamente, no de la Iglesia. Su herencia consistió en un enorme capital, de unos cien mil florines de oro (además de 420 "villas"). Las instituciones benéficas sufrieron muchos a causa del Saqueo de Prato (1512) y, ahogadas por las deudas, cerraron en 1537. Sin embargo, Cosme I de Médici las fusionó y reabrió en 1545, creando la Casa Pia dei Ceppi, que continúa funcionando en la actualidad como Casa Pia de Poveri-Palazzo Datini.
Una pequeña parte de la herencia de Datini, mil florines, también se destinó a la creación y mantenimiento, a través de una renta anual, de un orfanato en Florencia. El Spedale degli Innocenti se convirtió en una referencia, tanto por su labor en favor de los niños abandonados, como por su arquitectura, encargada a Brunelleschi.

### El Archivo Datini
El extraordinario archivo de Datini fue tapiado en una escalera en desuso y fue redescubierto en 1870. Fue un descubrimiento sensacional, por la riqueza, exhaustividad y estado de conservación del archivo: cartas (un total de más de 150.000 epístolas, de las cuales 11000 son privadas), documentos, libros de contabilidad y diversos objetos de la vida empresarial, entre ellos uno de los muestrarios textiles más antiguos conservados. Con sus ciento cincuenta mil textos, representa el archivo mercantil medieval más importante, fuente fundamental de información sobre la vida económica del siglo XIV, y ofrece también un interesante corte transversal de la vida en la Edad Media, gracias a la más de doscientas cincuenta cartas que Francesco y su esposa Margherita intercambiaron durante sus largos períodos de ausencia de casa.
Actualmente el Archivo Datini representa uno de los núcleos históricos del Archivo Estatal de Prato, establecido precisamente, en el palacio Datini.
Además, en su honor se nombró un instituto internacional de historia económica, con una biblioteca repleta de textos especializados.

### Datini y el arte
Contrariamente a lo que se podría creer, no parece que Datini tuviera un verdadero interés por el arte y debió considerar a los pintores que decoraban las paredes de su palacio en el centro de Prato como poco más que simples pintores de casas. Datini confió el encargo del palacio y otros posteriores a Arrigo di Niccolò. Desafortunadamente, sus obras documentadas en San Francesco y San Domenico en Prato no nos han llegado: se sabe de la existencia del tal Arrigo, pero se desconoce su arte. Sin embargo, en 1410 se declaró acreedor del Ceppo: Pinté un tabernáculo en una cámara y armas en el Palcho, con algunas otras obras, como puedes ver. Vamos, quince florines . Este Palco es la casa de campo de Datini, y en él todavía hay un tabernáculo con una 'Crucifixión', muy legible a pesar de una brecha importante. Hay quien piensa que se trata del único trabajo existente de Arrigo di Niccolò, pero otros autores consideran que la notable calidad del pequeño fresco lo acercan más Agnolo Gaddi o el joven Lorenzo Monaco.
La estatua de Danti realizada por Antonio Garella y erigida en 1896 en la Piazza del Comune de Prato, según el sentimiento común del pueblo de Prato, mostraría letras de cambio en su mano izquierda; otra interpretación más benévola apunta a que son sus donaciones.